# Małe Jezioro Gorzkie
Małe Jezioro Gorzkie (arab. البحيرة المرة الصغرى = Al-Buhajra al-Murra as-Sughra) – gorzkie jezioro położone pomiędzy północną i południową częścią Kanału Sueskiego w Egipcie, administracyjnie należy do muhafazy Suez, oddzielone przewężeniem od Wielkiego Jeziora Gorzkiego. Zbiorniki te mają łączną powierzchnię ponad 250 km² i wytyczają granicę pomiędzy kontynentem afrykańskim a azjatyckim (Półwysep Synaj).
Kanał nie posiada śluz, słona woda wpływa swobodnie z Morza Śródziemnego i Czerwonego, wymieniając wodę utraconą poprzez parowanie. Jezioro działa jako bufor kanału, redukując niebezpieczeństwo ze strony prądów pływowych.
Wskutek wybuchu wojny sześciodniowej w 1967 r. kanał zamknięto, unieruchamiając aż do 1975 r. 14 stojących na jeziorze statków (w tym 2 polskie jednostki: MS Bolesław Bierut i MS Djakarta). Statki te nazwano Żółtą Flotą (ang. Yellow Fleet) od pustynnego piasku nieustannie pokrywającego ich pokłady. Załogi unieruchomionych jednostek zaczęły wydawać okolicznościowe, własnoręcznie wykonane znaczki pocztowe, obecnie poszukiwane przez kolekcjonerów.
Według jednej z hipotez system mokradeł Jezior Gorzkich był miejscem biblijnego przejścia przez Morze Czerwone.